# Illa Annenkov
L'Illa Annenkov forma part de l'arxipèlag de les Illes Geòrgia del Sud, situant-se a 13 km de la costa sud-oest de l'Illa Sant Pere.
És una illa irregular de 6 km de llarg i 650 m d'altura, no havent-hi gel ni neu en forma permanent en ella, permetent una moderada vegetació. Existeixen, almenys 25 espècies d'ocells a Annenkov, entre elles una gran quantitat d'albatros negres, pingüins i pterodromes. Existeixen també colònies d'elefants marins.

## Història
Va ser descoberta al gener del 1775 per l'expedició britànica de James Cook, qui la va nomenar "Pickersgills Island" per l'oficial Richard Pickersgill del seu vaixell HMS Resolution. Va ser albirada el 1819 per l'expedició russa de Bellingshausen qui, pensant que era el seu descobridor, la va nomenar Illa Annenkov en honor de l'oficial Mijaíl Ánnenkov, de la seva corbeta Vostok. El nom Pickersgill va ser després adjudicat al grup d'illes que es troben a 24 km al sud-est de Annenkov (Illes Pickersgill).
Com a part del Territori Britànic d'Ultramar de les Illes Geòrgia del Sud i Illes Sandwich del Sud, l'illa es troba en possessió del Regne Unit, però és reclamada per la República Argentina com a part integral del Departament Illes de l'Atlàntic Sud de la Província de Terra del Foc, Antàrtida i Illes de l'Atlàntic Sud.

## Vida silvestre
Annenkov ha estat declarada un Lloc d'Especial Interès Científic, és un dels pocs llocs lliures de rates de l'arxipèlag de les Gòrgies del Sud. Les visites a l'illa són només permeses amb permisos especials.

## Geologia
El punt més alt de Annenkov és el Pic Olstad (54° 29′ S, 37° 5′ O / 54.483°S,37.083°O 54° 29′ S, 37° 5′ O / 54.483°S,37.083°O / -54.483, -37.083), que s'alça fins als 650 m. Aquest pic va ser investigat pel South Geòrgia Survey al període 1951-57 i nomenat així pel United Kingdom Antarctic Plau-Names Committee en honor d'Ona Olstad, un zoòleg noruec membre de l'expedició de Horntvedt, 1927-28, i científic en cap de l'expedició noruega de Nils Larsen, 1928-29. És un dels pocs llocs de les Geòrgia del Sud on es poden trobar fòssils.